# Dirk Hordorff
Dirk Hordorff (* 22. Mai 1956 in Hamburg; † 31. Juli 2023) war ein deutscher Tennisfunktionär und -trainer. Über Jahrzehnte bekleidete er verschiedene Ämter im deutschen Tennis. Darüber hinaus betreute er Rainer Schüttler über zwei Jahrzehnte und führte ihn in die Top Ten.

## Karriere
Hordorff wurde in Hamburg geboren. Später wohnte er in Bad Homburg vor der Höhe, wo er als Tennisspieler hessischer Vizemeister wurde. Als gelernter Immobilienkaufmann gründete er mit jungen Jahren eine erfolgreiche Immobilien-Firma, die er später verkaufte. Ein Treppensturz mit zwei gebrochenen Ellenbogen beendete seine Ambitionen, Tennisprofi zu werden. Er beschrieb sich selbst als „sehr intelligenten Spieler“, aber „etwas klein“.

### Als Funktionär
Mit 18 Jahren engagierte sich Hordorff erstmals für den Hessischen Tennis-Verband (HTV) als Jugendwart. In den 1990er-Jahren verhalf er dem TC Bad Homburg zu einem von Stars gespickten Kader. Viele der Spieler, die für das Team spielten, vertrat Hordorff selbst mit seiner Berateragentur Global Sports Management. Für einen Meistertitel in der Tennis-Bundesliga reichte es nicht. Zahlreiche Ehrenämter übernahm Hordorff von 1973 bis 2021 für den HTV, zunächst bis 1999 als Leiter verschiedener Ressorts, dann von 2009 bis 2015 als Präsident, ehe er bis 2021 noch als Vizepräsident agierte. Hordorff war auch Mitinitiator des WTA-Turniers in Bad Homburg.
Erstmals überregional für Aufsehen sorgte Hordorff 1999, als er Boris Becker in dessen Rolle als Teamchef des DTB in Frage stellte. Durch diesen Machtkampf musste Hordorff schließlich von seinem Amt des Sportwarts zurücktreten, wenig später nahm jedoch auch Becker seinen Hut. 2005 kandidierte er für die DTB-Präsidentschaft und trat gegen den Amtsinhaber Georg Freiherr von Waldenfels an. Kurz vor der Wahl zog er seine Kandidatur aber wieder zurück, nachdem er an Rückhalt verloren hatte. 2014 wurde er zum DTB-Vizepräsidenten gewählt; das Amt führte er bis zu seinem Rücktritt im März 2023.

### Als Trainer
Größere Bekanntheit erlangte Hordorff vor allem durch die Förderung und Betreuung des deutschen Spielers Rainer Schüttler. Von 1992 an stand Hordorff ihm nicht nur als Trainer, sondern auch als Mentor und Manager zur Seite. Er führte ihn 2003 ins Finale der Australian Open und 2004 auf Platz 5 der Weltrangliste und zu Olympia-Silber. Dem Serben Janko Tipsarević verhalf er ab 2009 ebenfalls zu einem Platz in den Top Ten (Rang 8). Weitere Stationen waren Lu Yen-hsun sowie Ričardas Berankis. Von 2004 bis 2010 betreute er zudem die taiwanische Davis-Cup-Mannschaft.

## Vorwürfe des sexuellen Missbrauchs
Gegen Hordorff waren nach Recherchen mehrerer Medienhäuser Anfang 2023 Vorwürfe des sexuellen Missbrauchs laut geworden. Der Ex-Tennisspieler Maximilian Abel und der indische Doppelspezialist N. Sriram Balaji sowie weitere nicht namentlich bekannte Tennisspieler gaben an, Hordorff hätte seine Macht missbraucht und sie sexuell belästigt. Hordorff bestritt alle Vorwürfe und tat sie als „schlicht unwahr“ ab. Seinen Rücktritt begründete er mit gesundheitlichen Problemen. Beweise eines Fehlverhaltens wurden nicht gefunden, eine vom DTB beauftragte Kanzlei kam zu dem Schluss, dass es „zahlreiche Anzeichen“ dafür gebe, dass die Anschuldigungen zutreffen.
Hordorff litt an Herzproblemen. Wenige Wochen nach einer Herzoperation starb er Ende Juli 2023 an plötzlichem Herztod.